# Bơi lội tại Đại hội Thể thao Đông Nam Á 2003
Cuộc nội dung Bơi lội tại Đại hội Thể thao Đông Nam Á 2003 lần thứ 22 được tổ chức vào ngày 1 tháng 12 năm 2003 tại Trung tâm thể thao dưới nước Mỹ Đình, Hà Nội, Việt Nam. Môn thi này có 32 nội dung (16 nam, 16 nữ) trong một bể bơi dài (50m).

## Tóm tắt huy chương

### Bảng huy chương
| Hạng               | Đoàn               | Vàng | Bạc | Đồng | Tổng số |
| ------------------ | ------------------ | ---- | --- | ---- | ------- |
| 1                  | Thái Lan (THA)     | 13   | 8   | 9    | 30      |
| 2                  | Singapore (SIN)    | 8    | 8   | 6    | 22      |
| 3                  | Malaysia (MAS)     | 8    | 4   | 4    | 16      |
| 4                  | Philippines (PHI)  | 2    | 6   | 5    | 13      |
| 5                  | Indonesia (INA)    | 1    | 1   | 5    | 7       |
| 6                  | Myanmar (MYA)      | 0    | 4   | 0    | 4       |
| 7                  | Việt Nam (VIE)     | 0    | 1   | 3    | 4       |
| 8                  | Campuchia (CAM)    | 0    | 0   | 0    | 0       |
| 8                  | Lào (LAO)          | 0    | 0   | 0    | 0       |
| Tổng số (9 đơn vị) | Tổng số (9 đơn vị) | 32   | 32  | 32   | 96      |

### Tóm tắt huy chương
Nội dung của nam
| Nội dung                       | Vàng                 | Vàng     | Bạc                 | Bạc      | Đồng                      | Đồng     |
| ------------------------------ | -------------------- | -------- | ------------------- | -------- | ------------------------- | -------- |
| 50 m bơi tự do                 | Arwut Chinnapasaen   | 23.33    | Allen Ong Hou Ming  | 23.69    | Richard Sam Bera          | 23.73    |
| 100 m bơi tự do                | Allen Ong Hou Ming   | 51.57    | Mark Chay Jung Jun  | 51.96    | Miguel Molina             | 52.85    |
| 200 m bơi tự do                | Miguel Molina        | 1:52.89  | Gary Tan Lee Yu     | 1:53.58  | Daniel Bego               | 1:55.36  |
| 400 m bơi tự do                | Charnvudth Saengsri  | 3:59.91  | Miguel Mendoza      | 4:03.54  | Miguel Molina             | 4:05.12  |
| 1500 m bơi tự do               | Miguel Mendoza       | 15:49.55 | Charnvudth Saengsri | 15:56.22 | Saw Yi Khy                | 16:07.22 |
|                                |                      |          |                     |          |                           |          |
| 100 m bơi ngửa                 | Alex Lim Keng Liat   | 57.51    | Mark Chay Jung Jun  | 59.14    | Suriya Suksuphak          | 59.80    |
| 200 m bơi ngửa                 | Alex Lim Keng Liat   | 2:04.11  | Trương Ngọc Tuấn    | 2:08.00  | Suriya Suksuphak          | 2:09.51  |
|                                |                      |          |                     |          |                           |          |
| 100 m bơi ếch                  | Ratapong Sirisanont  | 1:03.13  | Vorrawuti Aumpiwan  | 1:03.94  | Nguyễn Hữu Việt           | 1:04.77  |
| 200 m bơi ếch                  | Ratapong Sirisanont  | 2:16.67  | Vorrawuti Aumpiwan  | 2:18.18  | Miguel Molina             | 2:20.81  |
|                                |                      |          |                     |          |                           |          |
| 100 m bơi bướm                 | Alex Lim Keng Liat   | 55.04    | Andy Wibowo         | 55.86    | Gary Tan Lee Yu           | 56.33    |
| 200 m bơi bướm                 | Donny Budiarto Utomo | 2:04.17  | Ratapong Sirisanont | 2:04.32  | Albert Christiadi Sutanto | 2:05.03  |
|                                |                      |          |                     |          |                           |          |
| 200 m bơi hỗn hợp cá nhân      | Ratapong Sirisanont  | 2:03.54  | Miguel Molina       | 2:05.57  | Gary Tan Lee Yu           | 2:05.94  |
| 400 m bơi hỗn hợp cá nhân      | Ratapong Sirisanont  | 4:23.20  | Miguel Molina       | 4:23.26  | Juan Carlo Piccio         | 4:31.52  |
|                                |                      |          |                     |          |                           |          |
| 4 × 100 m bơi tiếp sức tự do   | Singapore            | 3:28.42  | Malaysia            | 3:30.99  | Indonesia                 | 3:31.86  |
| 4 × 200 m bơi tiếp sức tự do   | Malaysia             | 7:43.11  | Singapore           | 7:43.86  | Thái Lan                  | 7:44.31  |
| 4 × 100 m bơi tiếp sức hỗn hợp | Thái Lan             | 3:51.33  | Malaysia            | 3:53.05  | Singapore                 | 3:53.06  |

Nội dung của nữ
| Nội dung                       | Vàng                     | Vàng    | Bạc                       | Bạc     | Đồng                     | Đồng    |
| ------------------------------ | ------------------------ | ------- | ------------------------- | ------- | ------------------------ | ------- |
| 50 m bơi tự do                 | Joscelin Yeo Wei Ling    | 26.42   | Moe Thu Aung              | 26.74   | Chui Lai Kwan            | 27.22   |
| 100 m bơi tự do                | Joscelin Yeo Wei Ling    | 56.78   | Moe Thu Aung              | 58.05   | Pilin Tachakittiranan    | 58.74   |
| 200 m bơi tự do                | Pilin Tachakittiranan    | 2:05.19 | Moe Thu Aung              | 2:05.55 | Nipaporn Tangtorrit      | 2:07.43 |
| 400 m bơi tự do                | Pilin Tachakittiranan    | 4:21.57 | Christel Bouvron Mei Yen  | 4:24.23 | Chorkaew Choompol        | 4:26.90 |
| 800 m bơi tự do                | Pilin Tachakittiranan    | 9:02.12 | Chorkaew Choompol         | 9:08.02 | Khoo Cai Lin             | 9:09.47 |
|                                |                          |         |                           |         |                          |         |
| 100 m bơi ngửa                 | Chonlathorn Vorathamrong | 1:05.47 | Marie Lizza Danila        | 1:07.00 | Elsa Manora Nasution     | 1:07.38 |
| 200 m bơi ngửa                 | Chonlathorn Vorathamrong | 2:19.11 | Marie Lizza Danila        | 2:21.48 | Bernadette Lee Jing Fei  | 2:23.95 |
|                                |                          |         |                           |         |                          |         |
| 100 m bơi ếch                  | Siow Yi Ting             | 1:13.31 | Nicholette Teo Wei Min    | 1:13.67 | Tassamol Petchsangroj    | 1:14.11 |
| 200 m bơi ếch                  | Siow Yi Ting             | 2:32.25 | Nicholette Teo Wei Min    | 2:36.36 | Tassamol Petchsangroj    | 2:38.41 |
|                                |                          |         |                           |         |                          |         |
| 100 m bơi bướm                 | Joscelin Yeo Wei Ling    | 1:01.32 | Moe Thu Aung              | 1:01.74 | Christel Bouvron Mei Yen | 1:04.50 |
| 200 m bơi bướm                 | Christel Bouvron Mei Yen | 2:17.72 | Maria Georgina Gordeonco  | 2:19.99 | Pilin Tachakittiranan    | 2:20.15 |
|                                |                          |         |                           |         |                          |         |
| 200 m bơi hỗn hợp cá nhân      | Joscelin Yeo Wei Ling    | 2:17.98 | Siow Yi Ting              | 2:18.45 | Nicholette Teo Wei Min   | 2:22.85 |
| 400 m bơi hỗn hợp cá nhân      | Siow Yi Ting             | 4:54.39 | Nimitta Taveesupsoonthorn | 4:59.18 | Võ Thị Thanh Vy          | 5:05.52 |
|                                |                          |         |                           |         |                          |         |
| 4 × 100 m bơi hỗn hợp cá nhân  | Singapore                | 3:54.47 | Thái Lan                  | 3:56.64 | Indonesia                | 4:06.66 |
| 4 × 200 m bơi tiếp sức tự do   | Thái Lan                 | 8:34.30 | Singapore                 | 8:38.78 | Philippines              | 8:54.33 |
| 4 × 100 m bơi tiếp sức hỗn hợp | Singapore                | 4:20.49 | Thái Lan                  | 4:24.93 | Việt Nam                 | 4:27.79 |